# Ufensia xinjiangensis
Ufensia xinjiangensis är en stekelart som beskrevs av Hu och Lin 2003. Ufensia xinjiangensis ingår i släktet Ufensia och familjen hårstrimsteklar. Inga underarter finns listade i Catalogue of Life.